# Stade Aimé Giral
O Stade Aimé Giral está localizado na cidade de Perpinhã, na França. Foi construído no ano de 1902 (ano em que a França sediou sua segunda Copa do Mundo).
O estádio tem a capacidade de abrigar 16.500 torcedores. Foram gastos US$ 38 milhões na construção.
O estádio é utilizado para partidas de futebol e rugby. O Union sportive arlequins perpignanais é o principal frequentador do estádio.